# Rausdorf (Holstein)
Rausdorf település Németországban, Schleswig-Holstein tartományban. Lakosainak száma 231 fő (2023. december 31.). Rausdorf Großensee (Holstein), Brunsbek és Witzhave községekkel határos.

## Népesség
A település népességének változása:
| Lakosok száma | 177  | 235  | 228  | 230  | 219  | 231  |
|               | 1975 | 2017 | 2019 | 2021 | 2022 | 2023 |